# Grammatophyllum scriptum
Grammatophyllum scriptum (L.) Blume, 1849 è una pianta della famiglia dell Orchidacee, originaria della Malesia e del sudovest Pacifico.

## Descrizione
È un'orchidea di taglia da grande a gigantesca, con crescita epifita. G. scriptum presenta pseudobulbi di forma ellissoidale, compressi lateralmente che portano da 5 a 8 foglie amplessicauli, ampie, coriacee, di forma da lineare a ligulata, di colore verde opaco.
La fioritura avviene dalla primavera all'estate, mediante una infiorescenza basale, derivante da uno pseudobulbo maturo, eretta e poi arcuata, lunga mediamente 120 centimetri, portante molti (fino a 100) fiori che non si aprono del tutto ma mantengono una forma campanulata. I fiori hanno trama pesante, consistenza cerosa, misurano in media da 4 a 5 centimetri, di colore variabile, con petali e sepali a forma ovale e labello trilobato a lobi rialzati.

## Distribuzione e habitat
La specie è originaria di una zona che va dalla Malaysia all'Oceania, in particolare di Borneo, Piccole Isole della Sonda, Molucche, Filippine, Sulawesi, Isole Salomone, arcipelago Bismark, Papua, Nuova Guinea, Figi e Isole di Santa Cruz, dove cresce epifita su tronchi e rami mai lontano dalla linea di costa, spesso su colture di palme da cocco, dal livello del mare a 100 metri di quota.

## Sinonimi
Epidendrum scriptum L., 1763

Cymbidium scriptum (L.) Sw., 1800

Vanda scripta (L.) Spreng., 1826

Gabertia scripta (L.) Gaudich., 1829

Epidendrum papilionaceum Lam., 1783

Grammatophyllum boweri F.Muell., 1883

Grammatophyllum leopardinum Rchb.f., 1888

Grammatophyllum seegerianum Hook.f., 1896

Grammatophyllum celebicum Schltr., 1913

## Tassonomia
Sono note le seguenti varietà:

Grammatophyllum scriptum var. boweri (F.Muell.) Schltr., 1912

Grammatophyllum scriptum f. citrinum Valmayor & D.Tiu, 1983

Grammatophyllum scriptum var. minahassae Schltr., 1911

Grammatophyllum scriptum var. tigrinum (Lindl.) Holttum, 1964

## Coltivazione
Questa pianta necessita di luce intensa e temperarure calde, un trucco per una migliore presentazione del fiore è quello di prendere il petalo superiore e piegarlo all'indietro con le dita fino a quando non appare aperto, consentendo il fiore di presentarsi completamente spalancato.